# Frode Lund Hvalkof
Frode Lund Hvalkof (23. juni 1893 i København – 30. juli 1988) var en dansk officer og modstandsmand, bror til Villi og Aage Lund Hvalkof.
Han var søn af oberst S.L. Hvalkof og hustru Marie Cecilie født Lund, blev student fra Frederiksberg Gymnasium 1910, premierløjtnant i artilleriet 1914, adjudant ved 5. artilleriafdeling 1918-20, adjudant ved 1. Generalkommando 1924-28, blev kaptajn 1927, batterichef ved 2. artilleriafdeling 1928, adjudant hos kong Christian X 1931-35, i Generalstaben 1935, blev oberstløjtnant 1937 og var chef for 2. artilleriafdeling 1938-45.
Hvalkof flygtede under Besættelsen til Sverige i oktober 1943 og ankom til Stockholm 10. november. Han indtrådte i Den Danske Brigade 1. december og blev regimentschef og chef for Sofielund-forlægningen. Kristian Knudtzon udnævnte ham til næstkommanderende for Brigaden. Via Sverige var han på rejse til England og den danske militærmission ved SHAEF, hvor han fra januar 1944 sammen med Volmer Gyth repræsenterede den danske hær over for de britiske myndigheder.
Efter krigen blev Hvalkof chef for grænsekommandoet i 1945 og oberst og stillet til rådighed for Generalkommandoen samme år. Han blev chef for 3. feltartilleriregiment og garnisonskommandant i Aarhus 1946, chef for region VI og kommandant i København 1950, generalmajor 1951 og tillige chef for 6. division 1952 og fik afsked fra Hæren 1958.
Hvalkof var medlem af bestyrelsen for Det Krigsvidenskabelige Selskab 1935-37 og formand 1951-54, medlem af bestyrelsen for Holbæk Rideklub 1918-20 og for Sportsrideklubben 1928-35, medlem af Kastelskirkens menighedsråd 1938-46, medlem af bestyrelsen i Dansk Folkeforsikringsanstalt 1936-69, af kontrolkomitéen 1956-69, af bestyrelsen i Dansk Folkeforsikringsanstalt-Brand 1956-69 og af tilsynsrådet for Sparekassen Bikuben 1940-71 og formand for Generalkommandoens kommission til undersøgelse af de værnepligtiges adkomst til hjælp efter sociallovgivningen m.v. 1942-43.
Hvalkof var Kommandør af 1. grad af Dannebrogordenen, Dannebrogsmand, bar Christian X's Erindringsmedalje og Hæderstegnet for god tjeneste ved Hæren og en lang række udenlandske ordener.
Hvalkof blev gift 23. april 1918 med Inger Caroline Koch (22. august 1895 på Berritsgård - ?), datter af forpagter P.F. Koch (død 1899) og hustru Jeanne født Jessen (død 1943)